# ファルハドダム
ファルハドダム (ラテン文字:Farkhad Dam, Farhad Dam、ロシア語: Фархадская Плотина、別名：Dam-16) はウズベキスタンとタジキスタンの国境にある、シルダリヤ川を利用したダムである。ウズベキスタン、タジキスタン両国において水力発電、灌漑用水供給に使用されている。直近のウズベキスタン側の都市はシルダリヤ州のシリン、タジキスタン側の都市はタジキスタンのホジェンドである。ファルハドダムはナルイン・シルダリヤ人工滝を作り出している。ダムのコントロールはタジキスタンが行なっているが、ダムを利用した水力発電所はウズベキスタン側にあり、ウズベクエネルゴが運営を行なっている。

## 歴史
ファルハドダムの建設は第二次世界大戦中の1942年に決定された。ダムの設計はヨシフ・カラーキスが行い、ファルハドストロイ (Фархадстрой)により建設された。実際の建設作業は強制連行されてきたドイツ人や日本人捕虜によって行われており、シベリア抑留によりウズベク・ソビエト社会主義共和国やタジク・ソビエト社会主義共和国に連行されてきた日本人捕虜が多数ダムの建設に関わった。1948年2月18日、最初の水力発電施設が完成、1949年に建設が完成した。1959年、2基の水力発電施設の改修が完成した。
1933年、タジク・ソビエト社会主義共和国からウズベク・ソビエト社会主義共和国へと40年間の契約でダムと貯水池の使用権に関する賃貸契約が結ばれた。しかし、1944年に国境線の変更がなされ、これが領有権問題を引き起こすことになった。タジキスタンが軍事作戦によりダムを勢力下に置いた2002年まで、ダムはウズベキスタンが実効支配している状態だった。

## 水力発電所
水力発電所は複合施設になっており、全体が22km圏内にある。コンクリートダム放水路の全長は120kmであり、アースダムの全長は450m、ダムの高さは最大27.5mである。
水力発電所の全発電量は126MWであり、年間平均発電量は830GWhである。水力発電所は4基のカプラン水車からなり、2基が30MW、もう2基が33MWを発電している。
ダムは3.5億m3の貯水量を持つファルハド貯水池を作り出している。貯水池の全面積は48km2である。